# François-Régis Bastide
François-Régis Bastide (* 1. Juli 1926 in Biarritz; † 17. April 1996 in Paris) war ein französischer Schriftsteller und Diplomat.

## Leben
François-Régis Bastide wuchs in Biarritz als Sohn eines Arztes (und Organisten) und einer Geige spielenden Mutter auf. Die Schulbildung bekam er durch Hauslehrer. Bastide spielte Klavier und begann am Konservatorium von Bordeaux ein Musikstudium auf, das er infolge des Zweiten Weltkrieges nicht fortsetzen konnte. Im Alter von neunzehn Jahren wurde er Soldat in der 2. Panzerdivision, die unter General Leclerc in Südwestdeutschland einmarschierte. Während der französischen Besatzungszeit war Bastide als Nachrichtenattaché in der Militärregierung des Saarlandes tätig.
Von 1946 bis 1947 war Bastide Programmdirektor der Musikabteilung bei Radio Saarbrücken. Danach arbeitete er als in Paris als Rundfunkredakteur. In den Jahren von 1953 bis 1982 produzierte er (anfänglich mit Michel Polac) in Paris die Radiosendung Le Masque et la Plume, mit welcher der Sender France Inter die Kulturkritik einem breiteren Publikum nahebrachte. 
Gleichzeitig war Bastide als Reihenherausgeber im Verlag Éditions du Seuil tätig. In der Ära Mitterrand war er Botschafter in Dänemark (1982–1985), Österreich (1985–1988) und bei der UNESCO (1988–1990).
François-Régis Bastide starb 1996 im Alter von 69 Jahren an Lungenkrebs.

## Literarische Position
Als Romancier ist Bastide in seinen Werken vom Kriegsgeschehen ausgegangen, wobei dieser Bezug in einer literaturkritischen Sichtweise eher an Giraudoux als an Vercors erinnert. Der Autor Bastide stellt europäische Konflikte als politische und moralische Probleme dar, in denen die Protagonisten jener verlorenen Harmonie nachtrauern, die sich in den herrschenden Verhältnissen immer schwieriger realisieren lässt.

## Auszeichnungen
- 1981: Prix Pierre-de-Régnier der Académie française
- 1990: Ritter des Ordre national du Mérite

## Werke

### Prosa
- Lettre de Bavière. Mit einem Vorwort von Paul-Alexandre Arnoux. Roman. Gallimard, Paris 1947.
- La troisième personne. Roman. Gallimard, Paris 1948.
- La lumière et le fouet. Roman. Gallimard, Paris 1951.
- La jeune fille et la mort. Roman. Gallimard, Paris 1952.
- Les Adieux. Roman. Gallimard, Paris 1956. (Prix Femina)
  - Deutsche Ausgabe: Alles ist Abschied. Übersetzt von Hansjürgen Wille und Barbara Klau. Zettner, Würzburg 1957.
- Flora d’Amsterdam. Seuil, Paris 1957.
  - Deutsche Ausgabe: Mariannosch. Erzählungen. Übersetzt von Eva Rechel-Mertens. Zettner, Würzburg 1958.
- Joachim quelque chose. Kinderbuch. Hatier, Paris 1959. 
  - Italienische Ausgabe: Giacomino Nonlosò. Arnoldo Mondadari, Mailand 1960.
- La vie rêvée. Autobiografischer Roman. Éditions du Seuil, Paris 1962. 
  - Neuauflage: La vie rêvée. Gallimard, Paris 1982, ISBN 978-2-07037342-0.
- La palmeraie. Roman. Seuil, Paris 1967.
- Alexis dans la Forêt-Foly. Kinderbuch. Castermann, Paris 1970. Nathan, Paris 1983. 
  - Deutsche Ausgabe: Alexis und das Haus im Wald. Herder, Wien 1991.
- La fantaisie du voyageur. Roman. Seuil, Paris 1976.
  - Deutsche Ausgabe: Wandererfantasie. Aus dem Französischen übersetzt von Eugen Helmlé und Alfred Diwersy. Mit einem Nachwort von Gisela Wand, Erläuterungen von Josef Gros und Alfred Diwersy sowie einer Biographie von Stefan Weszkalnys und einer Nachbemerkung des Herausgebers Ralph Schock. Gollenstein, Blieskastel 2006, ISBN 978-3-93882310-1.
- Siegfried 78. Roman. Grasset, Paris 1978.[Anm. 1]
- L’Enchanteur et nous. Roman. Grasset, Paris 1981. Gallimard, Paris 1982.
- L’homme au désir d’amour lointain. Roman. Gallimard, Paris 1994.

### Monografien
- Saint-Simon par lui-même. (= Ecrivains de toujours, Bd. 15). Seuil, Paris 1953.
- Duc de Saint-Simon. Papiers en marge des mémoires. Als Herausgeber. Le Club français du livre, Paris 1954.
- Suède. Zusammen mit Guy de Faramond. Seuil, Paris 1954.
- Zodiaque. Secrets et sortilèges. Librairie Academique Perrin, Paris 1964, Inhalt.[4]
  - Neuauflage: Les secrets du zodiaque. Éditions Julliard, Paris 1971.
- Au théâtre, certains soirs. Chroniques. Seuil, Paris 1972.

### Theaterstück
- La forêt noire et Le troisième concerto. Seuil, Paris 1968.